# Amiga 1500
Amiga 1500 — персональный компьютер, продававшийся только в Великобритании в 1990 году. Это был вариант Amiga, полученный из Amiga 2000, снабжённой двумя 3,5" дисководами и штатно имеющей 1 Мб ОЗУ. Компьютер комплектовался дискетой с AmigaOS 1.3.
Точная причина, по которой Commodore выпускали такую ограниченную машину, остаётся тайной до сих пор. Многие эксперты полагают, что в подразделении Commodore UK хотели таким образом «убить» конверсионный Desktop-вариант Amiga 500, который предлагала компания Checkmate Digital и который также назывался A1500 (CheckMate A1500). 
После появления плат ревизии «C» для Amiga 2000, содержащих чипсет ECS, подразделение Commodore UK выпустило также Amiga 1500+ на этой ревизии платы. Этот компьютер комплектовался AmigaOS 2.04 и имел переключатель Kickstart и слот для расширения ОЗУ. К моменту появления «официальной» Amiga 1500+ также уже продавались A1500 Deluxe и A2000+ — обычные Amiga 1500/2000, оснащённые переключателями Kickstart от компании Silica.